# 土耳其性交易产业
土耳其卖淫业是土耳其的性服务行业及相关产业的统称。土耳其卖淫业 法律秩序 土耳其社会的世俗化允许卖淫获得合法地位二十世纪初。妓院在该国被称为“公共房屋"（genelevler)，但许多地方政府在一些城市例如安卡拉安卡拉和布尔萨布尔萨等都颁布了新的立法，而且还应该注意的是，许多妓院已经被被法院拆毁。